# Daphne petraea
La dafne minore (Daphne petraea Leyb., 1853) è una piccola pianta di tipo cespuglioso appartenente alla famiglia delle Thymelaeacee.

## Etimologia
Il nome generico di questa pianta (Daphne) lo troviamo usato per la prima volta negli scritti del medico, botanico e farmacista greco antico che esercitò a Roma di nome Dioscoride Pedanio (Anazarbe in Cilicia, 40 circa - 90 circa). Probabilmente nel nominare questa ed altre piante dello stesso genere si ricordò della leggenda di Apollo e Dafne. Il nome  Daphne in greco significa “alloro” e le foglie di queste piante sono molto simili a quelle dell'alloro.
Mentre L'epiteto specifico (petraea) probabilmente deriva dal suo habitat abituale: in alta montagna facilmente si trova su terreni rocciosi.

I tedeschi chiamano questa pianta col nome di Felsen-Seidelbast, oppure Felsrösel'; mentre i francesi la  chiamano Daphné des rochers.

## Descrizione
È un piccolo arboscello a portamento prostrato di altezza media tra i 2 e i 5 cm che forma dei compatti cuscinetti a forma emisferica di 1 – 3 dm di diametro.  La forma biologica è camefita suffruticosa (Ch suffr), sono piante perenni e legnose alla base, con gemme svernanti poste ad un'altezza dal suolo di poche centimetri; le porzioni erbacee seccano annualmente e rimangono in vita soltanto le parti legnose.

### Fusto
Il fusto è molto breve ma ugualmente legnoso alla base. La corteccia ha un colore scuro ed è percorsa da cicatrici trasversali.

### Foglie
Le foglie appaiono contemporaneamente alla fioritura (diversamente da altre specie dello stesso genere). Hanno una forma lineare- spatolata. Le foglie sono carenate, ossia sono ripiegate longitudinalmente; sulla parte superiore hanno una scanalatura (sono uninervie). Dimensione media delle foglie: larghezza 1 – 1,5 mm; lunghezza 3 – 5 mm (massimo 12 mm).

### Infiorescenza

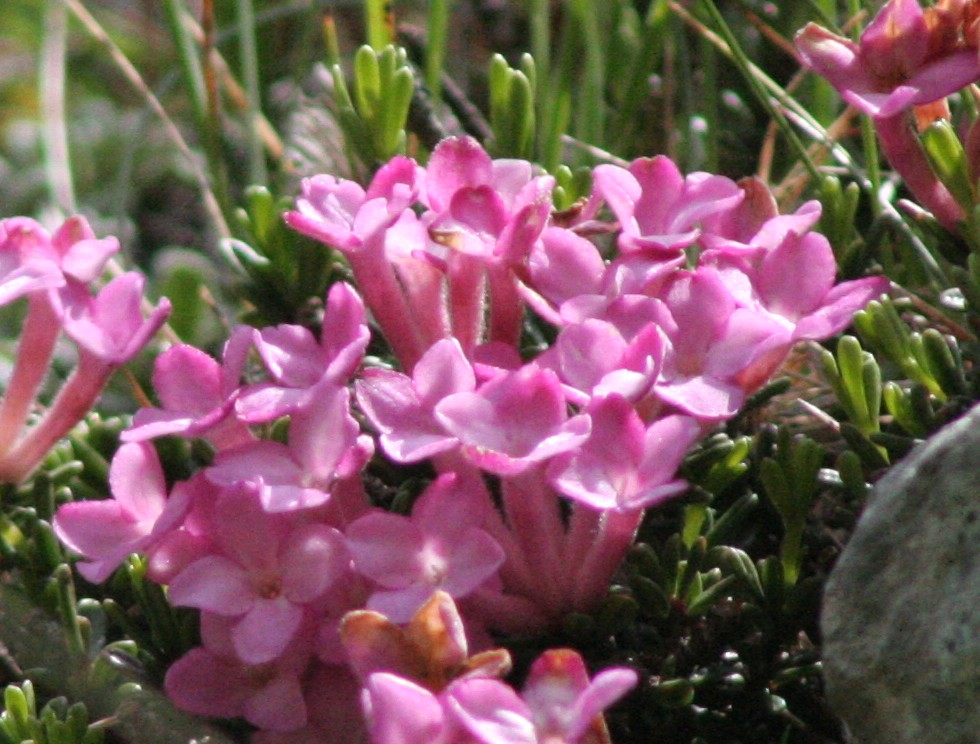
Infiorescenza
Località : "Giardino Botanico delle Alpi Orientali", Monte Faverghera (BL), 1500 m s.l.m. - 18/6/2008

L'infiorescenza si compone di serie compatte di 4 – 6 fiori disposti in fascetti apicali. Alla base di ogni infiorescenza sono presenti delle brattee giallo-limone ad apice acuto. Dimensione delle brattee: larghezza 1 mm; lunghezza 2 mm.

### Fiori
La caratteristica principale dei fiori di questa pianta (ma anche del genere e in definitiva della famiglia) è l'assenza di un perianzio completo (perianzio diclamidato) : il perianzio è monoclamidato (o “apetalo”) ossia è formato solamente dal calice. La funzione vessillifera è svolta quindi dai sepali che sono colorati ed hanno una forma più vicina ai petali che ai sepali veri e propri che in questo caso si dicono petaloidi. I fiori sono tetrameri (a 4 parti), il perianzio è caduco e di colore rosso-purpureo, sono inoltre ermafroditi e attinomorfi. Lunghezza del fiore completo: 8 – 12 mm.
- Formula fiorale:

* K (4), A 4+4, G 1 (ovario supero)
- Calice: il tubo calicino è cilindrico, un po' campanulato e termina con 4 lobi (lacinie ovate). Il tubo del perianzio è villoso ed è lungo 10 mm. Dimensione delle lacinie:  larghezza 3 mm; lunghezza 4 mm.
- Androceo: gli stami sono 8 divisi in due verticilli e sono inclusi nel tubo calicino. Non sono saldati fra di loro ma sono liberi.
- Gineceo: lo stimma è quasi sessile ed è capitato all'apice. L'ovario è supero, uniloculare ed ha una forma tubulosa ed è libero (non aderente agli organi di supporto).
- Fioritura: normalmente fiorisce in maggio - giugno (ma a quote alte la fioritura può essere ritardata di un mese).
- Impollinazione: per questa specie è possibile una autoimpollinazione, ma contemporaneamente i fiori sono molto profumati con del nettare secreto alla base dell'ovario per cui è senz'altro possibile anche una impollinazione entomofila (generalmente lepidotteri – farfalle e api).

### Frutti
Il frutto è una drupa sferica monosperma (con un solo seme di colore chiaro e ricco di sostanze oleose) a esocarpo carnoso e consistenza coriacea; ha l'aspetto di una bacca rosso-corallo con una superficie sparsamente pubescente (l'involucro esterno non è spinoso o rugoso). Il frutto non è avvolto dal perianzio. La bacca si appoggia su un peduncolo pubescente.

## Distribuzione e habitat
Questa specie è un endemismo dell'Italia settentrionale: si trova  nella porzione centrale delle Alpi (province di Brescia e Trento).
Il suo habitat tipico sono le rupi  calcaree strapiombanti; ma anche morene e pietraie. Il substrato preferito è calcareo con pH basico e terreni a basso contenuto nutrizionale piuttosto aridi.
Si trova dai 700 ai 1800 m s.l.m., quindi frequenta i seguenti piani vegetazionali: montano, subalpino e in parte quello alpino.

## Fitosociologia
Dal punto di vista fitosociologico la specie di questa scheda  appartiene alla seguente comunità vegetale:
Formazione : comunità delle fessure, delle rupi e dei ghiaioni
Classe : Asplenietea trichomanis
Ordine : Potentilletalia caulescentis
Alleanza : Potentillion caulescentis

## Tassonomia

### Ibridi
Questa specie  forma il seguente ibrido interspecifico :
- Daphne x reichsteinii Landolt & E. Hauser (1981)Daphne alpina

## Conservazione
Questa specie è inserita nella lista dell'Allegato II : “SPECIE ANIMALI E VEGETALI D'INTERESSE COMUNITARIO LA CUI CONSERVAZIONE RICHIEDE LA DESIGNAZIONE DI ZONE SPECIALI DI CONSERVAZIONE” (Direttiva Habitat 92/43/CEE)